# 대전해든학교
대전해든학교는 대전광역시 대덕구에 있는 공립 특수학교이다.

## 연혁
- 2021년 3월 1일 : 폐교된 옛 신탄진용정초등학교 용호분교 부지에 개교[1]